# Јулијус фон Хан
Јулијус Фердинанд фон Хан (енгл. Julius Ferdinand von Hann; 23. март 1839 — , 1. октобар 1921) је био аустријски метеоролог. Сматра се оснивачем модерне метеорологије.
Студирао је математику, хемију и физику на Универзитету у Бечу. Био је директор централног института за метеорологију у Бечу (1887—1897), професор метеорологије на Универзитету у Грацу (1897—1890) и професор космичке физике на Универзитету у Бечу (1890—1910).
У обради сигнала, Ханов прозор представља прозорску функцију, коју су Р. Б. Блекман и Џон Туки назвали Ханова функција, у делу "Particular Pairs of Windows" објављеном у "The Measurement of Power Spectra, From the Point of View of Communications Engineering", Њујорк: Довер, (1959). стр. 98-99.

## Радови
- , 1872
- , 1883
- , 1887
- , 1901